# Куп домаћих нација 1891.
Куп домаћих нација 1891. (службени назив: 1891 Home Nations Championship) је било 9. издање овог најелитнијег репрезентативног рагби такмичења Старог континента.
Куп су освојили Шкотланђани.

## Такмичење
Велс - Енглеска 3-7
Ирска - Енглеска 0-9
Шкотска - Велс 15-0
Ирска - Шкотска 0-14
Велс - Ирска 6-4
Енглеска - Шкотска 3-9

## Табела
|   | Селекција                     | ИГ | Д | Н | И | ПД | ПП | ПР  | Б |  |
| - | ----------------------------- | -- | - | - | - | -- | -- | --- | - |  |
| 1 | Рагби репрезентација Шкотске  | 3  | 3 | 0 | 0 | 38 | 3  | +35 | 6 |  |
| 2 | Рагби репрезентација Енглеске | 3  | 2 | 0 | 1 | 19 | 12 | +7  | 4 |  |
| 3 | Рагби репрезентација Велса    | 3  | 1 | 0 | 2 | 9  | 26 | -17 | 2 |  |
| 4 | Рагби репрезентација Ирске    | 3  | 0 | 0 | 3 | 4  | 29 | -25 | 0 |  |

| Победник Купа домаћих нација 1891.                       |
| -------------------------------------------------------- |
| Репрезентација Шкотске 3. титула првака Европе у рагбију |